# Departament d'Estat dels Estats Units d'Amèrica
El Departament d'Estat dels Estats Units d'Amèrica (en anglès, United States Department of State) és el ministeri d'afers exteriors dels Estats Units d'Amèrica, dirigit pel Secretari d'Estat. Té la seu a la ciutat de Washington DC. Té encomanada la missió de «promoure i mostrar els valors democràtics i actuar per a un món on regni pau i prosperitat».